# Neoeptesicus innoxius
Neoeptesicus innoxius is een zoogdier uit de familie van de gladneuzen (Vespertilionidae). De wetenschappelijke naam van de soort werd voor het eerst geldig gepubliceerd door Gervais in 1841.

## Voorkomen
De soort komt voor in Ecuador en Peru.